# 烏来区

南勢渓野渓温泉

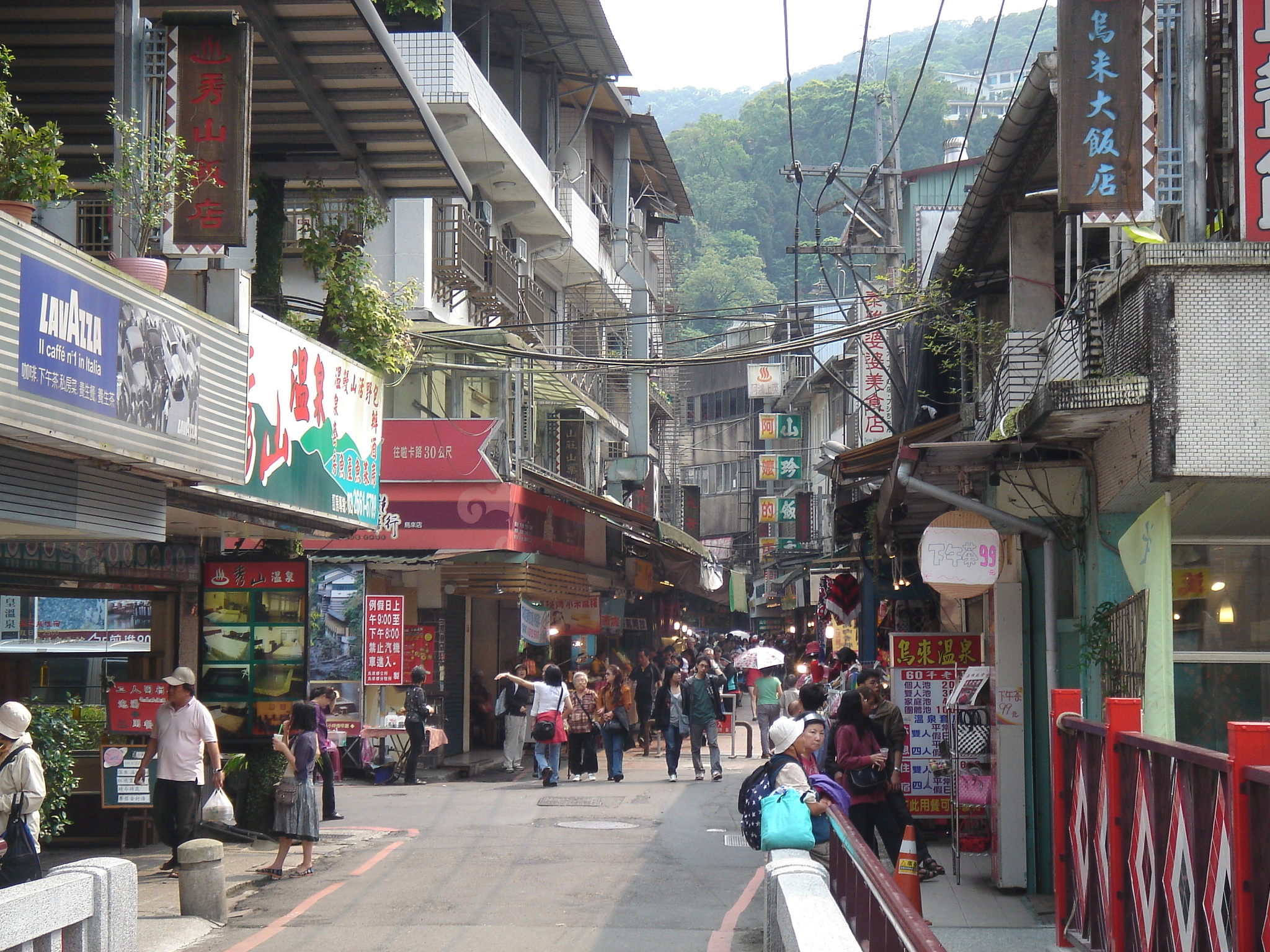
烏来老街

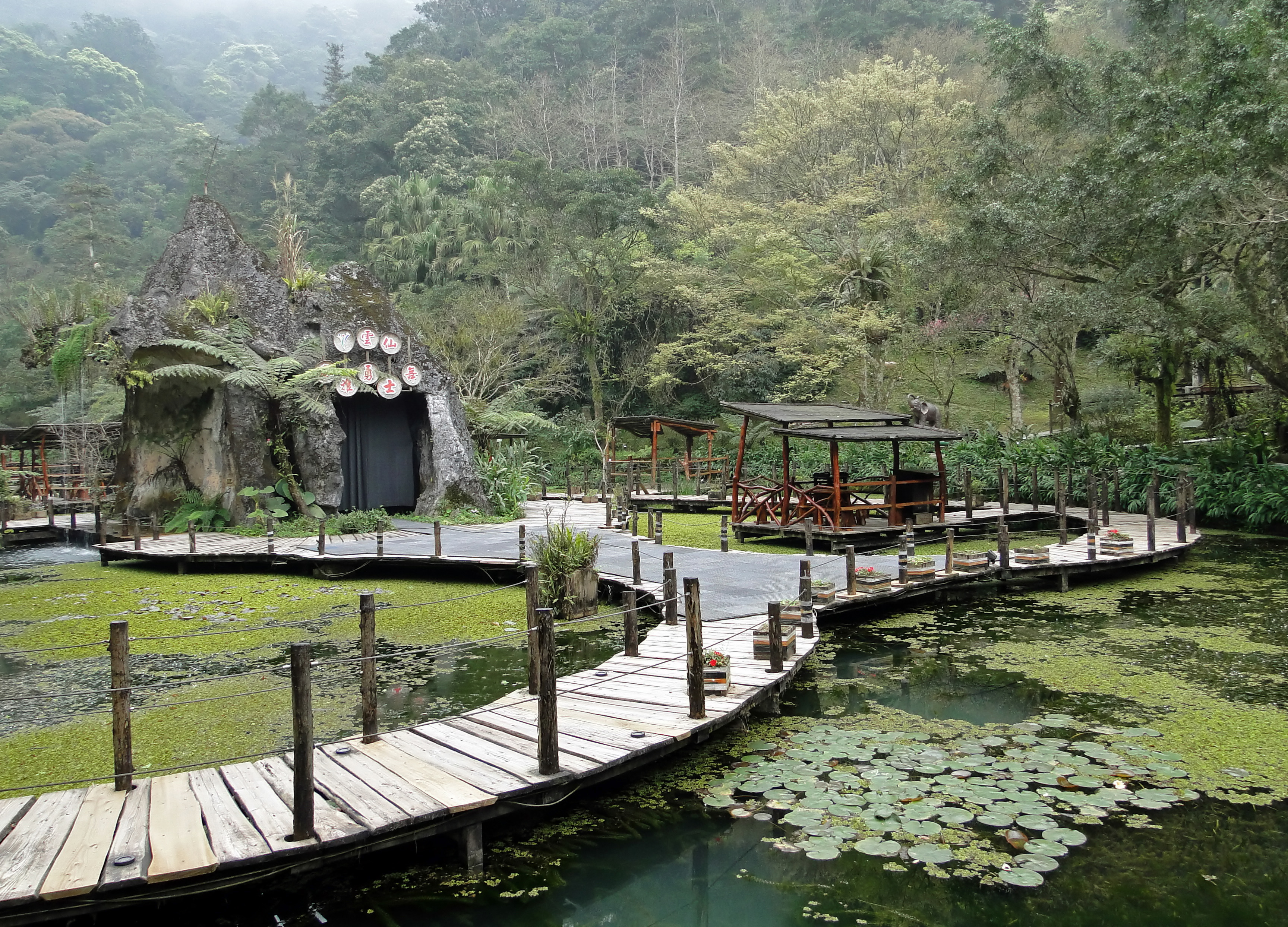
雲仙楽園

烏来区（ウライ/うらい-く）は台湾新北市の市轄区。

## 名称
地名はタイヤル語の「ulay」（温泉）に由来する。区内には烏来温泉が湧出しており、台北市中心部から1時間余りで行ける、近郊の観光地として発展している。清代には烏萊社あるいは汚萊社、もしくは「ulay」を漢訳して湯社とも記された。日本時代には初期をのぞいてはカタカナでウライと表記されたが、太平洋戦争中の1943年、山地名の日本色強化政策により、再び烏來社と漢字表記に戻された。

## 地理
烏来郷は新北市の最南端、雪山山脈と加里山山脈の間に位置している。東北は洪爐地山、ロホン山、大桶山が広がり坪林区、石碇区と接している。北側には大桶山、四寮山が広がり新店区と接し、西北はカボ山、ロペイ山、北挿天山を挟んで三峡区と、西南は北挿天山、ルペー山、ララ山、タマン山、バボークル山を挟み桃園市復興区と、東南は雪山山脈の主要山系であるバボークル山、棲蘭山、拳頭母山、阿玉山、洪爐地山を挟み宜蘭県礁渓郷、員山郷、三星郷及び大同郷と接している。面積321.1306平方Kmは新北市全体の15.6%を占め、新北市最大の市轄区である。

## 歴史
清代中期、タイヤル族の人々がこの地にやってきて定住していた。民族学的にはスコレック群(swqoleq)メリパ系統(Malepa)と考えられている。伝説に依れば、その祖先は南投県仁愛郷のピンスブカン(Pinsebukan、岩の割れた所の義)に住居していたが、人口増加により一部が北に移動し、道光年間に札亜孔社の亜維家族が現在の烏来里、忠治里一帯に移転している。
1895年、日本による統治が開始されると、烏来は台北県の管轄となった。1896年、大嵙崁撫墾署が設置され、台北県の他に基隆、淡水庁の理蕃事業を担当するようになる。1898年、撫墾署が廃止となり、烏来は台北県景尾弁務署の管轄に置かれると共に、隘勇線が設置されたが、1910年、南接するガオガン蕃の帰順により警備は撤廃された。1901年、行政改編を受け深坑庁の管轄となり、更に台北庁新店支庁の管轄となり、1920年には台北州文山郡の管轄となり、「蕃地」としてその下に龜山、大粗坑（新店）、平廣坑、乾溝、火燒樟、ウライ、阿玉、ラハウ、トンロク、リモガン、チャコン、カラモチ、シラック、タラナン、金瓜寮、姑婆寮、磨璧潭、大粗坑（坪林尾）、紅山水、桶後溪の二十字（あざ）が設けられた。
1946年、中国国民党による台湾統治が開始されると、烏来地区で地方自治が実施され、この地に烏来郷が設置され、文山区の管轄下に置かれた。1946年6月15日、烏来公所が成立し、その下に烏来、信賢、忠治、孝義、福山の5村が設置された。1949年3月1日、北峰区署管轄に変更となり、1950年8月に区署が廃止されたことで台北県直轄と変更された。2010年12月25日には台北県が新北市に改編されたことに伴い烏来区に改編され、現在に至っている。

## 行政区
| 里                                     |
| -------------------------------------- |
| 忠治里、烏来里、信賢里、孝義里、福山里 |

## 交通

### 道路
- 省道台9甲線：新烏公路（忠治-烏来）、烏宜公路（烏来-孝義。宜蘭県員山郷雙連埤まで延伸の計画）
- 郷道北107線：烏来市街-烏来瀑布（温泉街）-信賢-福山（信福路）
  - 郷道北107-1線：烏来観光大橋-烏来市街西部-野要-烏来瀑布（環山路）

### バス
- 新店客運（中国語版）バス - 849系統 台北駅（青島路）-新店-烏来

### 鉄道
- 烏来観光トロッコ
- 烏来ロープウェイ

## 教育
| 区分 | 数 | 名称                                                       |
| ---- | -- | ---------------------------------------------------------- |
| 大学 | -  | -                                                          |
| 高中 | -  | -                                                          |
| 高職 | -  | -                                                          |
| 国中 | 1  | 新北市立烏来国民中小学                                     |
| 国小 | 3  | 新北市立烏来国民小学 新北市立福山国民小学 信賢種籽親子実小 |

## 観光地

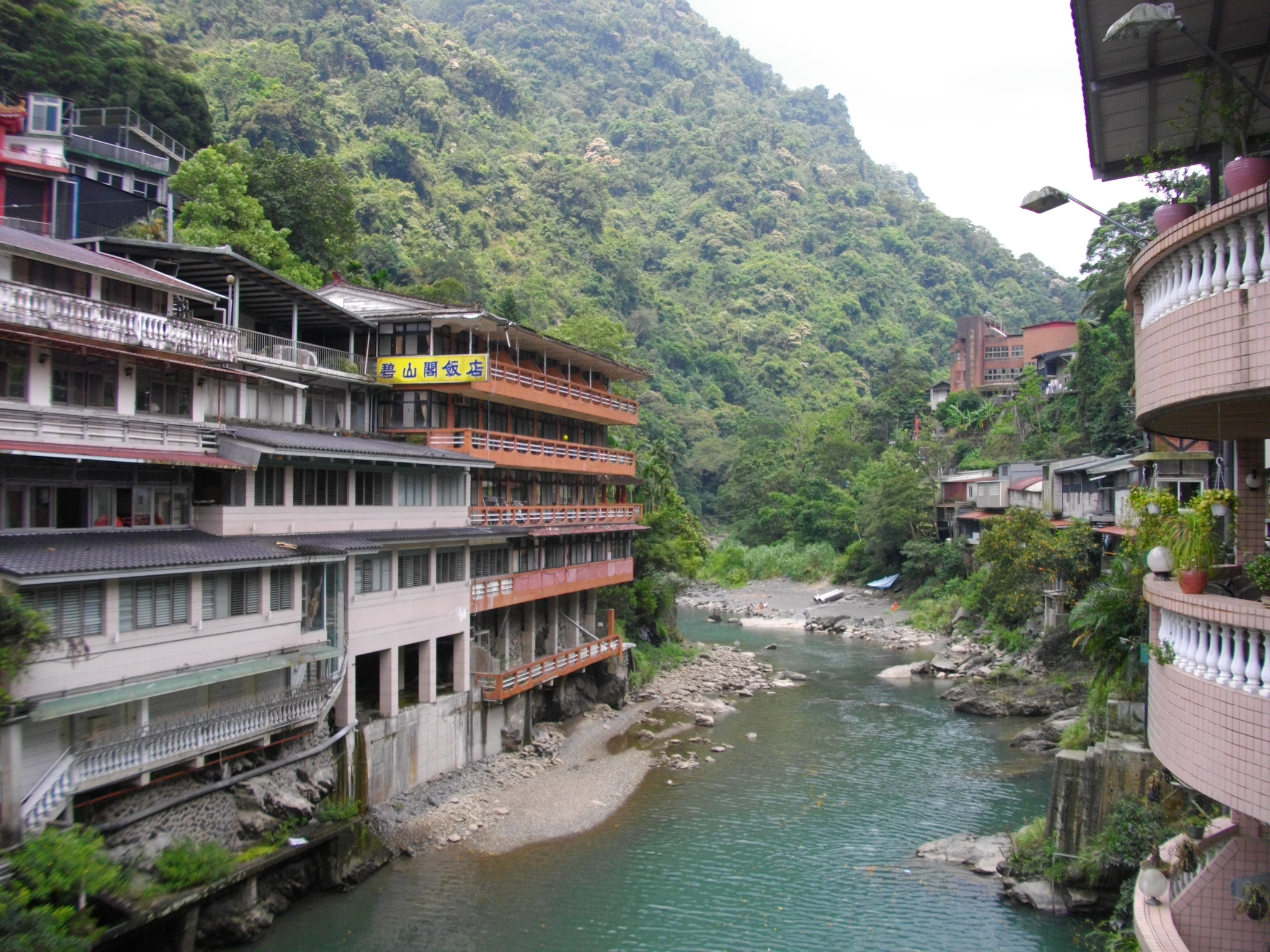
桶後渓沿岸の烏来温泉街

- 烏来温泉
- 烏来タイヤル民族博物館（中国語版）
- 烏来瀑布
- 雲仙楽園（英語版）
- 烏來林業生活館（英語版）
- 烏来鳳蝶蝶道
- 内洞国家森林遊楽区（中国語版）
- 紅河谷（越嶺古道）
- 哈盆キャンプ場

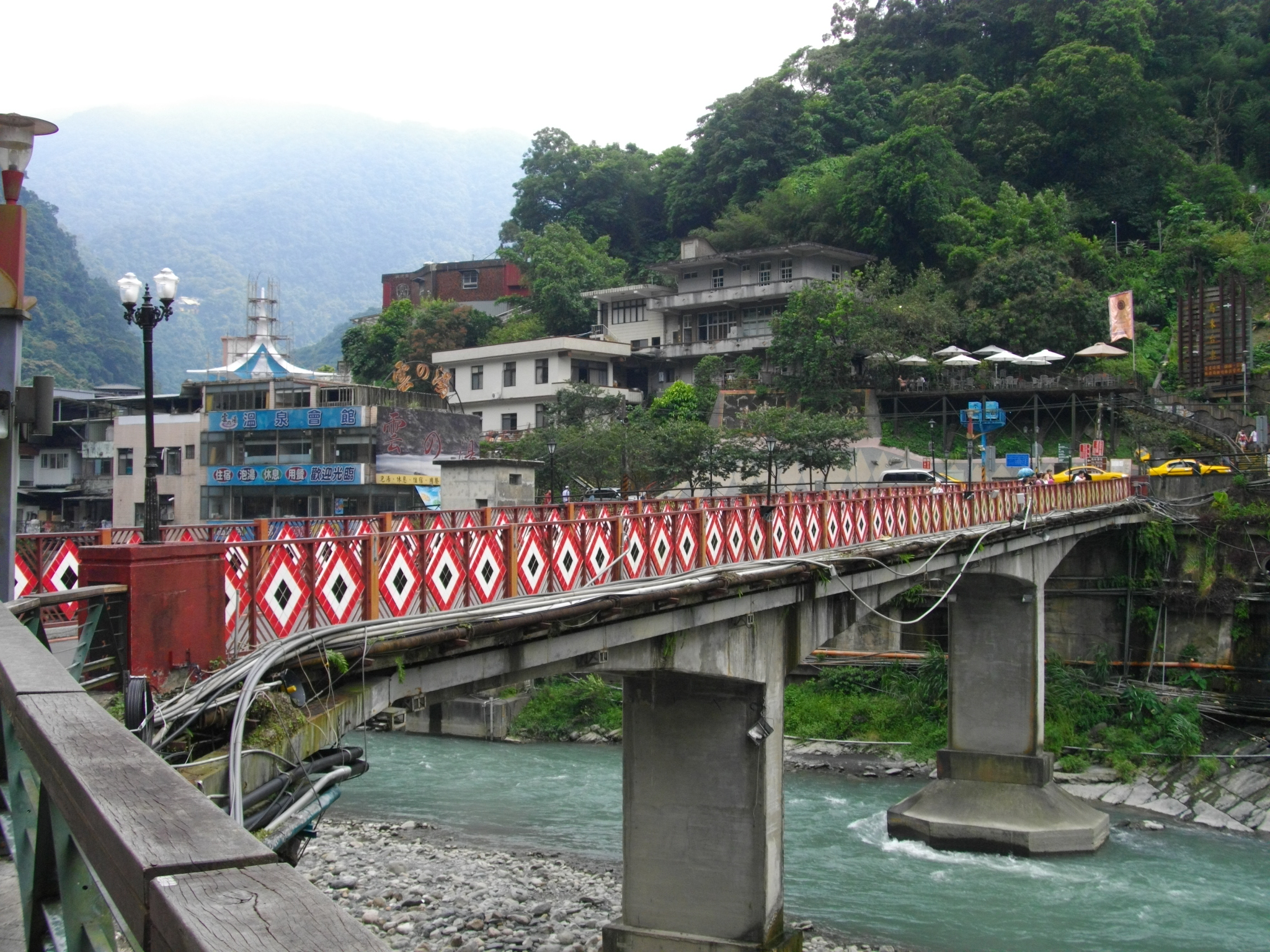
南勢渓（中国語版）に架かる攬勝大橋
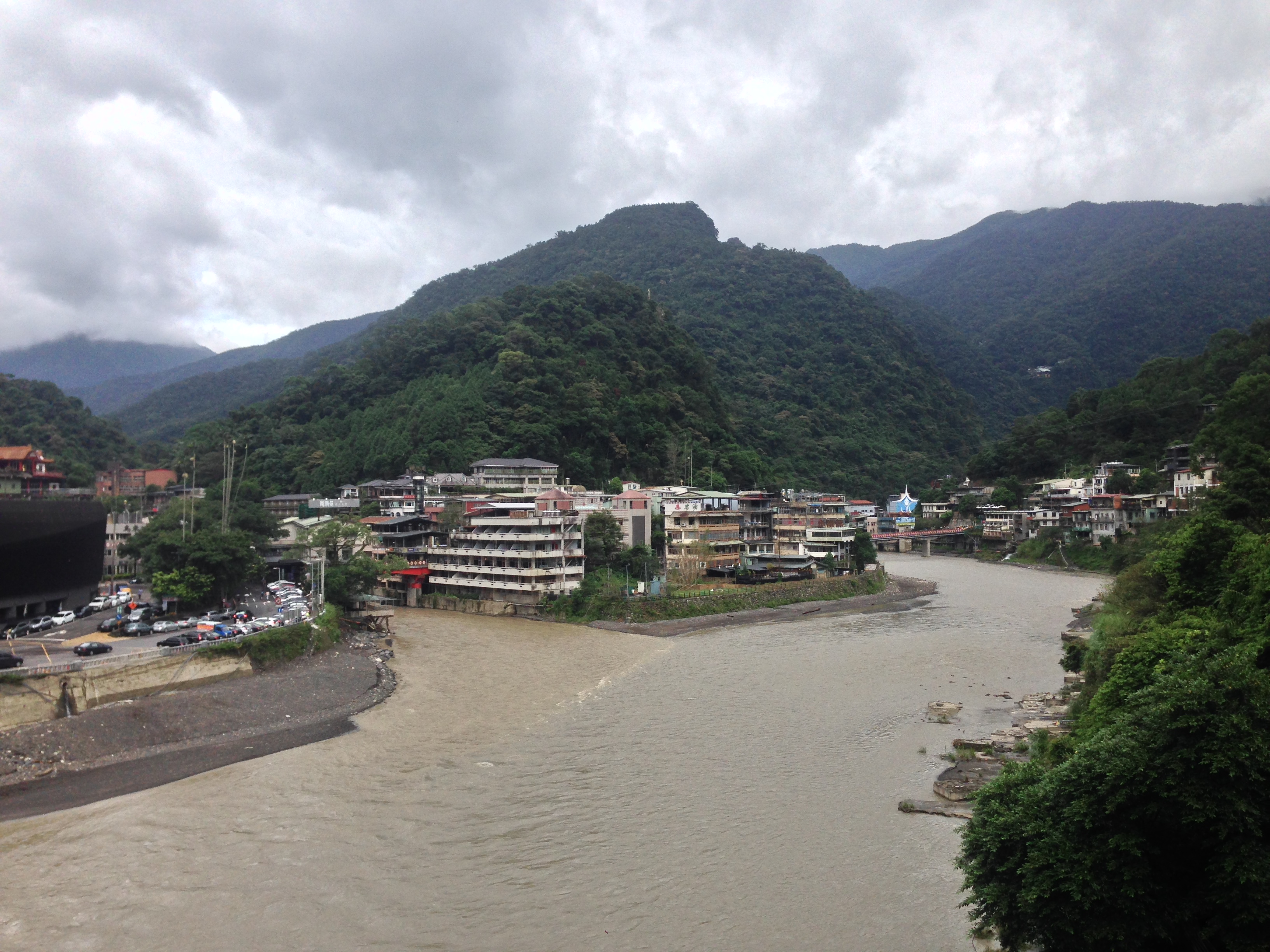
烏来吊橋から望む南勢渓と桶後渓の合流点
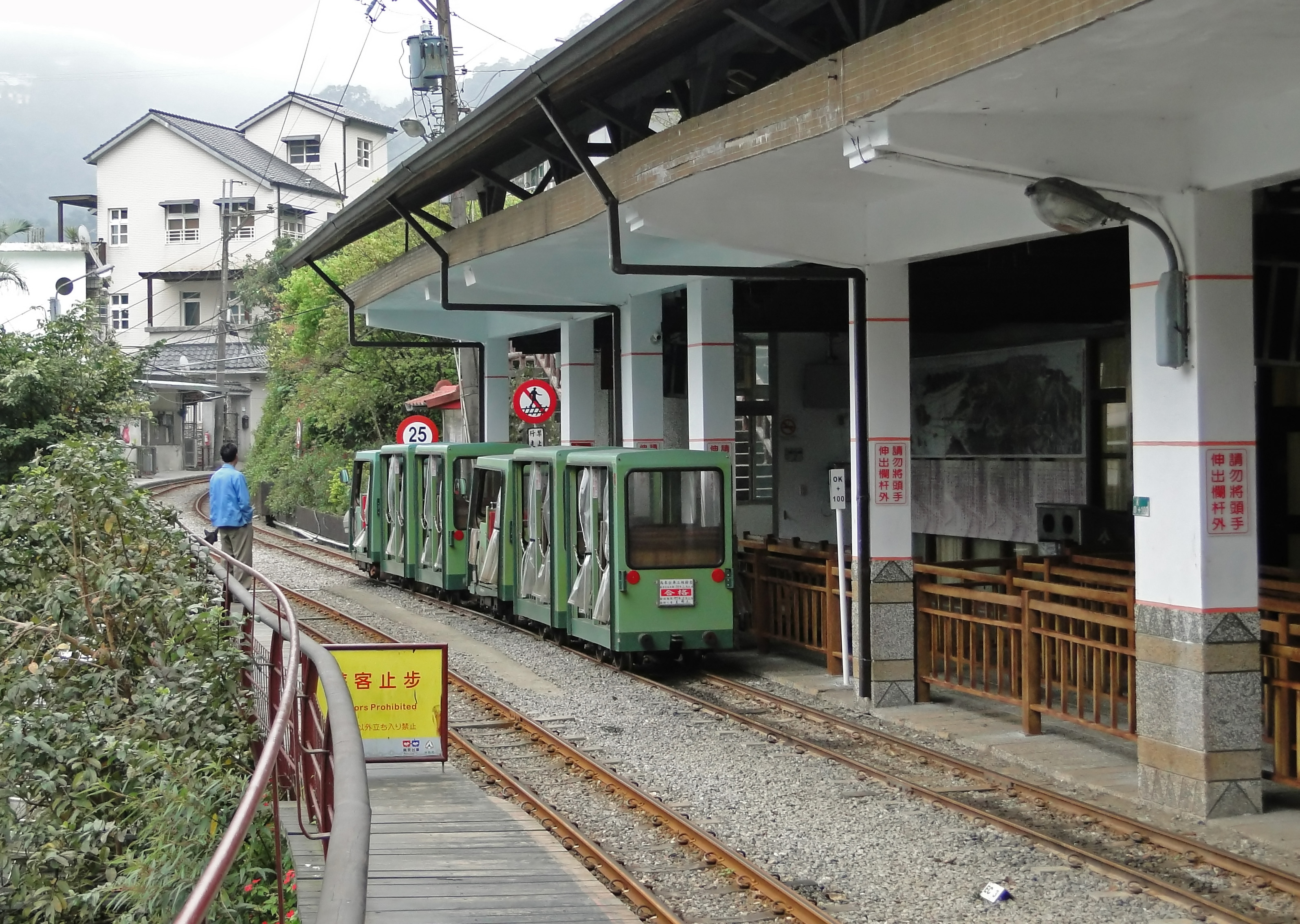
烏来観光トロッコ・烏来駅構内
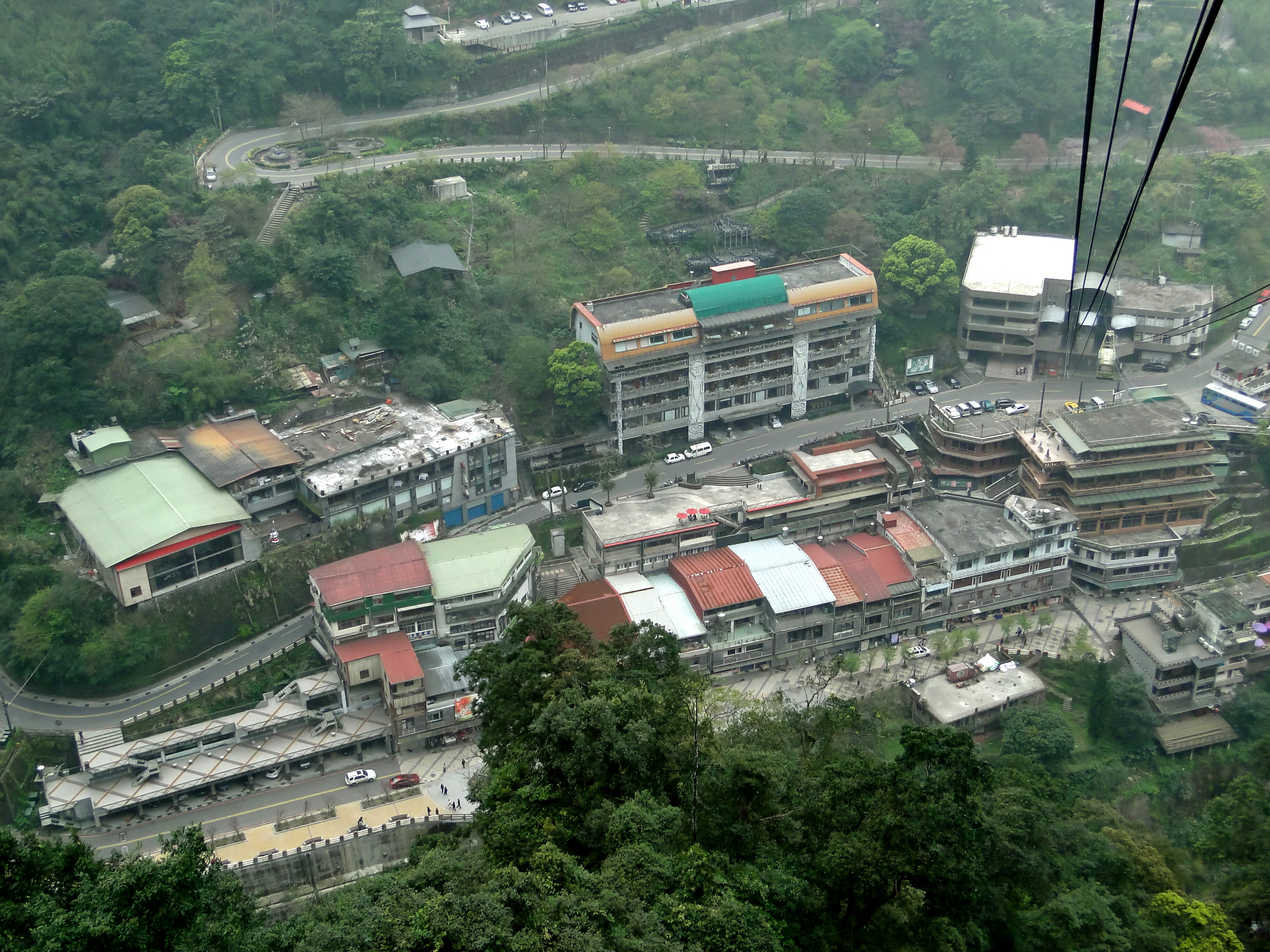
烏来ロープウェイからの眺め
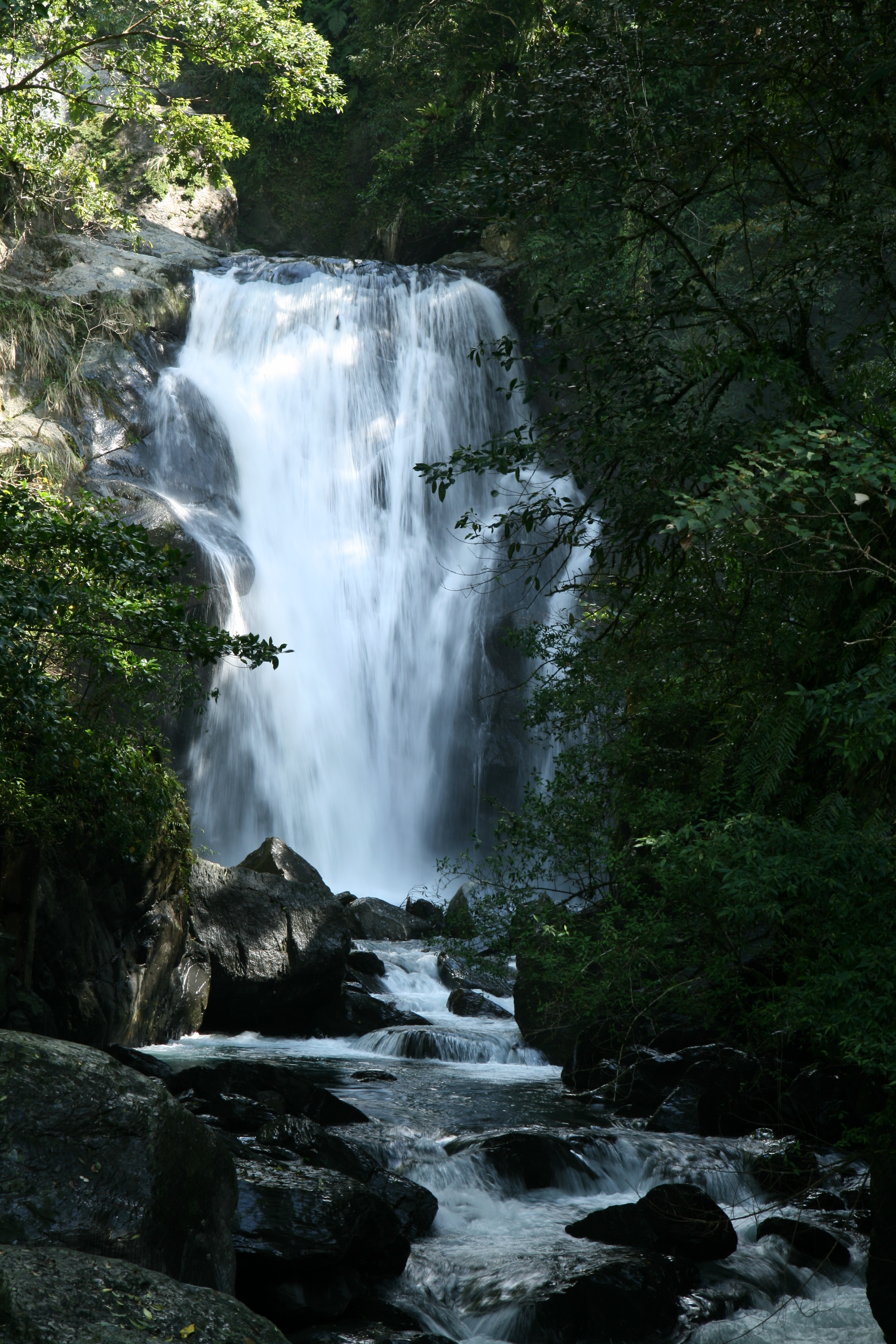
内洞瀑布